# 長崎県立野母崎高等学校
長崎県立野母崎高等学校（ながさきけんりつ のもざきこうとうがっこう, Nagasaki Prefectural Nomozaki High School）は、長崎県長崎市（旧西彼杵郡野母崎町）高浜町1995にかつて所在した公立の高等学校。2011年（平成23年）3月31日に閉校した。

## 課程・学科
- 全日制課程
  - 普通科
    - アカデミーコース
      - 目的 - 上級学校への進学ができる確かな学力を備えた人材の育成。
      - 学習内容 - 進学対策に重点を置いた学習。
      - 進路 - 国公私立大学・短期大学・高等看護学校などへの進学。

    - ビジネスコース
      - 目的 - 情報化・国際化社会に対応できる勤労意欲に満ちた人材の育成。
      - 学習内容 - 情報処理・英会話など、情報化・国際化に対応した学習。
      - 進路 - 公務員、一般民間企業等への就職。

    - ヒューマニティーコース

## 校訓
- 「瞳に希望を」
  - 希望は人を強く美しくする。それが自然に湧くのを待つのではなく、進んで作り出す。
- 「胸に誠実を」
  - 誠実とは、広い視野に支えられた責任感であり、また、自己に克つ勇気である。誠実さで結ばれた人間関係が永遠であることを知り、その実現に努める。
- 「腕（かいな）に創造を」
  - 創造こそ、人生における最大の生きがいである。創造するために、あらゆる学習に意欲を燃やし実力を養う。

## 校章
- 校章は、1972年（昭和47年）4月の分離・独立当時に、美術講師だった松下益夫によってデザインされた。五角形は亜熱帯の花、ハイビスカスに由来する。その理由は、野母崎が長崎県の西南端亜熱帯気候の町[1]で、その気候・風土を彩る花ということからである。花弁をペンになぞらえて知性を表し、五弁の広がりは世界にはばたく勇気を示している。

## 校歌
- 校歌には、3番まである。各番とも「野母崎高校われらが母校」で終わる。
  - 作詞: 藤浦洸
  - 作曲: 古関裕而

## スクールカラー
- ブルー
  - 学校周辺の自然環境から、紺青の海、澄みわたる空、緑映える山のイメージということで、ブルーとグリーンが候補に残り、独立当時の生徒の希望により決定された。

## 学校行事
- 彩海祭 - 10月
  - スポーツフェスタ（体育祭）
  - スクールフェスタ（文化祭）

## 沿革
- 1965年（昭和40年）
  - 4月 - 長崎県立長崎南高等学校野母崎分校（全日制普通科・2学級）が開校。
    - 校舎 - 旧高浜中学校[2]校舎を使用。

  - 10月 - 開校式典を挙行。
- 1966年（昭和41年）3月 - 特別教室棟（調理室・理科室）を増築。
- 1967年（昭和42年） - 普通教室棟（鉄骨2階建）、被服室、図書室棟を増築。
- 1968年（昭和43年）
  - 4月 - 1学級増で3学級となる。
  - 6月 - 高等学校総合体育大会に初参加（秋にカヌー部が誕生）。
  - 12月 - 普通教室棟（鉄骨造2階建）を増築。
- 1969年（昭和44年）9月 - 長崎国体カヌー競技に野母崎分校から女子9名が参加。久崎選手3位入賞。
- 1970年（昭和45年）
  - 3月 - 管理・特別教室I棟（鉄筋コンクリート3階建）が完成。
  - 7月 - 日本万国博覧会（大阪万博）への全学年による修学旅行を実施。
- 1971年（昭和46年）3月 - 体育館が完成。
- 1972年（昭和47年）
  - 4月
    - 長崎県立野母崎高等学校として分離・独立。
    - 平戸出身の藤浦洸に校歌の作詞を依頼し、快諾を得る。その後、野母崎町と野母崎高校を視察。
- 1973年（昭和48年）2月 - 校旗入魂式を挙行。
- 1974年（昭和49年）
  - 2月 - 格技場（鉄骨造）が完成。
  - 4月 - 1学級増で4学級となる。
- 1975年（昭和50年）1月 - 部室（コンクリートブロック造）が完成。
- 1976年（昭和51年） 
  - 3月 - 生徒会誌「いも畑」創刊。（当初3年に1度の発行）
  - 6月 - 長崎県高等学校総合体育大会体操競技で団体優勝。全国高等学校総合体育大会体操競技跳馬種目で優勝。
- 1978年（昭和53年）9月 - 野母崎半島クリーン作戦を開始。
- 1979年（昭和54年） 
  - 4月
    - 新1年生の集団合宿を開始（場所: 長崎県立千々石少年自然の家）。
    - 3年生は1泊2日の宿泊研修を行う（場所: 国立諫早少年自然の家）。
- 1980年（昭和55年）3月 - 下足室（鉄骨造平屋）が完成。
- 1981年（昭和56年）11月 - 創立10周年記念式典を挙行。
- 1982年（昭和57年）
  - 3月 - 特別教室II棟（鉄筋3階建）が完成。
  - 4月 - 野球部が発足。
- 1985年（昭和60年）3月 - 普通・管理教室棟（鉄筋3階建）が完成。特別教室I棟の1階と2階を改修。
- 1987年（昭和62年）3月 - クラブハウス（ブロック造平屋）が完成。
- 1988年（昭和63年）5月 - ホームルームデー始まる。合唱祭、百人一首大会を開始。
- 1991年（平成3年）11月 - 創立20周年記念式典を挙行。記念庭園が完成。
- 1992年（平成4年）4月 - 1学級減で3学級となる。
- 1993年（平成5年）11月 - トレーニングルームが完成。
- 1996年（平成8年）
  - 3月 - 福祉実習室、図書室、体育館、物理室を改修。
  - 4月 - コース制を導入（アカデミーコース、ヒューマニティーコース、ビジネスコース）。
- 2000年（平成12年） - 第2グラウンド（テニスコート）を改修、緊急避難施設（シャワー室）が完成。
- 2001年（平成13年）11月 - 創立30周年記念式典を挙行。
- 2003年（平成15年）7月 - 国土交通省より奉仕活動の功労表彰を受ける。
- 2006年（平成18年）4月 - 1学級減で2学級となる。
- 2008年（平成20年） - 生徒募集を停止。
- 2011年（平成23年）
  - 2月27日 - 閉校式典を挙行。
  - 3月31日 - 閉校。

## 部活動

### 運動部
- 野球部
- カヌー部 - 野母漁港で練習を行っていた。
- 陸上部
- ダンス部（女子）
- バレーボール部（女子）
- テニス部
- バドミントン部
- サッカー同好会（男子）
- バスケットボール同好会（男子）

### 文化部
- パソコン部
- 放送部
- 音楽部
- 科学部
- 美術・写真部

## 閉校後の事務
- 閉校後、野母崎高校卒業生への成績証明書や卒業証明書、調査書などの発行業務は、分校時代に本校であった長崎県立長崎南高等学校事務室に引き継がれている。

## 跡地の活用
- 2011年（平成23年）8月に長崎市立野母崎中学校が、新校舎建設準備のため、旧長崎県立野母崎高等学校の校舎に移転した。[3]

## その他

### 感動の青春ドッキリ
- 2011年（平成23年）5月11日に放送されたTBSの番組「爆問パワフルフェイス!」の「感動の青春ドッキリ」に平成22年度卒業生、つまり野母崎高等学校最後の卒業生が最後の思い出として学年主任と出演した。ドッキリの題目は、「もしも閉校する学校の生徒が全員ヤンキーだったら」である。お笑い芸人のWエンジンとチャンカワイが、標的にされた。偽の番組で長崎県立野母崎高等学校を訪れた設定だった。

- 最初は生徒たちで色々調べて勉強したが、迫力が無かったため、番組スタッフの協力の下、演技を特訓し、雰囲気を盛り上げる制服を着たり、落書きをしたりした上で撮影に臨んだ。練習の成果もあり、ドッキリは成功した。教員によるネタばらしをして、生徒ともども、閉校最後のよい思い出になったと感動して涙のフィナーレとなり、記念撮影をして終了した。

## アクセス・周辺
- 最寄りのバス停は「高浜」であった。
- 国道499号
- 高浜郵便局
- 高浜海水浴場